# 2039
- Wikisource

| Calendário gregoriano                                                        | 2039 MMXXXIX                        |
| Ab urbe condita                                                              | 2792                                |
| Calendário arménio                                                           | 1489 – 1490                         |
| Calendário bahá'í                                                            | 195 – 196                           |
| Calendário budista                                                           | 2583                                |
| Calendário chinês                                                            | 4735 – 4736 Início a 24 de janeiro  |
| Calendário copta                                                             | 1755 – 1756                         |
| Calendário etíope                                                            | 2031 – 2032                         |
| Calendários hindus - Vikram Samvat - Calendário nacional indiano - Cáli Iuga | 2094 – 2095 1960 – 1961 5139 – 5140 |
| Calendário Holoceno                                                          | 12039                               |
| Calendário islâmico                                                          | 1461 – 1462                         |
| Calendário judaico                                                           | 5799 – 5800                         |
| Calendário persa                                                             | 1417 – 1418 Início a 21 de março    |
| Calendário rúnico                                                            | 2289                                |
| Calendário solar tailandês                                                   | 2582                                |

2039 (MMXXXIX, na numeração romana) será um ano comum do século XXI que começará num sábado, segundo o calendário gregoriano. A sua letra dominical será B. A terça-feira de Carnaval ocorrerá a 22 de fevereiro e o domingo de Páscoa a 10 de abril. Segundo o horóscopo chinês, será o ano da Cabra, começando a 24 de janeiro.

| Evento                                                   | Data            | Hora  |
| -------------------------------------------------------- | --------------- | ----- |
| Aquário                                                  | 20 de janeiro   | 05:44 |
| Peixes                                                   | 18 de fevereiro | 19:46 |
| primavera no hemisfério norte e outono no hemisfério sul |                 |       |
| Carneiro/equinócio                                       | 20 de março     | 18:32 |
| Touro                                                    | 20 de abril     | 05:18 |
| Gémeos                                                   | 21 de maio      | 04:11 |
| verão no hemisfério norte e inverno no hemisfério Sul    |                 |       |
| Caranguejo/solstício                                     | 21 de junho     | 11:57 |
| Leão                                                     | 22 de julho     | 22:48 |
| Virgem                                                   | 23 de agosto    | 05:59 |
| Outono no Hemisfério Norte e Primavera no Hemisfério Sul |                 |       |
| Balança/equinócio                                        | 23 de setembro  | 03:50 |
| Escorpião                                                | 23 de outubro   | 13:25 |
| Sagitário                                                | 22 de novembro  | 11:12 |
| inverno no hemisfério norte e verão no hemisfério sul    |                 |       |
| Capricórnio/solstício                                    | 22 de dezembro  | 00:41 |

| UTC: Portugal Continental, Madeira, Guiné-Bissau e São Tomé e Príncipe Subtrair (-): 1 h nos Açores e Cabo Verde 2 h nas Ilhas oceânicas brasileiras 3 h em Brasília, em Goiás, na Amazônia Oriental Brasileira e no nordeste, sudeste e sul brasileiros 4 h na Amazônia Ocidental Brasileira, Mato Grosso e Mato Grosso do Sul 5 h no Acre e sudoeste do Amazonas Adicionar (+): 1 h em Angola e Guiné Equatorial 2 h em Moçambique 8 h em Macau 9 h em Timor-Leste. |
| Adicionar uma hora durante a vigência do horário de verão: Portugal Continental : De 27 de março a 30 de outubro de 2039 |

| Ano completo                   |
| ------------------------------ |
| Ano comum com início ao sábado |

## Eventos esperados e previstos
- Ano da Cabra de Terra, segundo o Horóscopo chinês.

### Junho
- 06 de junho - Eclipse lunar parcial.[1]

- 21 de junho - Eclipse solar anular[2] sobre o hemisfério norte.

### Julho
- 25 de julho - Portugal comemora o 900º aniversário da Batalha de Ourique em que D. Afonso Henriques declara o território como reino independente.

### Setembro
- 02 de setembro - O 99º Acordo Destroyers for Bases de locações sem renda concedido aos Estados Unidos pelo Reino Unido, expirará.[3]

### Novembro
- 07 de novembro - Trânsito de Mercúrio.[4]

- 30 de novembro - Eclipse lunar parcial.[5]

### Dezembro
- 15 de dezembro - Eclipse solar total.[6]

## Na ficção

### Nos filmes
- Tekken: ambienta-se em 2039.

- The Thinning: os eventos acontecem em 2039.

### Na televisão
- Batman do Futuro: alguns eventos acontecem em 2039.

- A.D. Police: To Protect and Serve: alguns eventos acontecem em 2039.[7]

- Guilty Crown: ambienta-se em 2039.

### Nos video games
- O jogo eletrônico NeoTokyo, ambienta-se em 2039.

## Epacta e idade da Lua
| Epacta gregoriana | 5 (V)   |
| Idade da Lua      | Letra d |